# Assemblée des amis
Pour les articles homonymes, voir Aa.
Les assemblées des amis, appelées plus communément Aa, sont des groupes informels et secrets de jésuites nés au XVIIe siècle dans un but d'entraide et de soutien spirituel. Les "Aa" existent jusqu'au XXe siècle.

## Histoire
Les Assemblées des amis naissent au XVIIe siècle dans les collèges jésuites et regroupent tout en les chapeautant les groupes fervents et les congrégations mariales apparus antérieurement. La première Aa apparait en 1630 dans le collège de la Flèche.
Dès le départ, ces groupes s'engagent dans une entraide secrète. Cette volonté de discrétion s'explique par le souhait de se retrouver entre personnes animées du même idéal spirituel dans un monde qui se méfie des dévots. Le but est d'avoir un groupe d'amis à qui l'on puisse confier dans une totale discrétion les mouvements de son âme. Les membres d'une Aa, peu nombreux et au maximum une vingtaine font donc preuve d'une très grande solidarité. Au sein de ces groupes, les membres pratiquent des réunions hebdomadaires au cours desquelles chacun s'exhorte et énumère ses propres faiblesses.
Il arrive que les Aas naissent également chez les Sulpiciens.

## Aas locales

### Lyon
Parmi les personnalités connues suspectées de faire partie d'une Aa lyonnaise il y a Charles Démia ou Jacques Linsolas. Influentes dès l'époque moderne, les Aas lyonnaises jouent un grand rôle dans la lutte contre la déchristiannisation révolutionnaire, puis dans la reconquête religieuse du XIXe siècle. L'influence de ces groupes sur une grande partie des institutions religieuses de la ville existe jusqu'au XXe siècle.

### Généralités
- Rouquette, Robert, «Congrégations secrètes», dans Dictionnaire de spiritualité, t. II, Paris, 1953, col. 1491-1507.
- Michel, Joseph, L'influence de l'AA, association secrète de piété, sur Claude François Poullart des Places : aux origines de la Congrégation du Saint-Esprit, Paris : Beauchesne, 1992, 108 p.

### Aas locales
- Begouën, Henri, L'Aa de Toulouse aux XVIIe et XVIIIe siècles : une société secrète émule de la Compagnie du Saint-Sacrement : d'après des documents inédits, Paris : A. Picard, 1913
- Poutet, Y., Roubert, J., Les assemblées secrètes des XVIIe et XVIIIe siècles en relation avec l'Aa de Lyon, Ed. Divus Thomas, Piacenza, Collegio alberoni, 1968, VII, 174 p.
- Patrice Béghain, Bruno Benoit, Gérard Corneloup et Bruno Thévenon (coord.), Dictionnaire historique de Lyon, Lyon, Stéphane Bachès, 2009, 1054 p. (ISBN 978-2-915266-65-8, BNF 42001687)